# Onthophagus laevibasis
Onthophagus laevibasis là một loài bọ cánh cứng trong họ Bọ hung (Scarabaeidae).